# Romery (Aisne)
Romery é uma comuna francesa na região administrativa de Altos da França, no departamento de Aisne. Estende-se por uma área de 3,96 km². Em 2010 a comuna tinha 83 habitantes (densidade: 21 hab./km²).